# گره کریستین
|  |  | [[Image:\|110px\|alt=\|]] |
|  |  |                           |

گره کریستین نوعی گره کراوات (به انگلیسی: Christensen tie knot) است که شکل چلیپایی یا صلیبی غیرمعمول دارد. این نوع گره کراوات مناسب پارچه‌های نازک می‌باشد. پس از طی مراحل گره زدن، کراوات شکل مثلثی و شبیه ساعت شنی می‌گردد.